# Стольт, Малькольм
Малькольм Петер Оскар Стольт (швед. Malcolm Peter Oscar Stolt; род. 30 декабря 2000) — шведский футболист, нападающий клуба «Эстерсунд».

## Клубная карьера
Является воспитанником футбольного клуба «Эребру», в котором прошёл путь от детских до юношеских команд. В конце 2019 года ему не предложили контракт с основной командой и он был вынужден покинуть клуб. После этого присоединился к «Эстерсунду», где тренировался в течение нескольких месяцев. В мае 2020 года стал игроком «ИФК Эстерсунд», выступающего во втором шведском дивизионе. Впервые вышел на поле в его составе 14 июня в игре с «Морёном». В этой игре Стольт отличился забитым мячом, чем помог своей команде победить со счётом 3:1.
3 августа 2020 года подписал контракт с «Эстерсундом». Соглашение было рассчитано на два с половиной года. При этом Стольт продолжил выступления до конца сезона в прежнем клубе. По окончании сезона во втором дивизионе вернулся в основную команду. 1 ноября в её составе дебютировал в чемпионата Швеции в гостевой встрече с «Мьельбю», заменив на 79-й минуте Блэра Терготта.

## Клубная статистика
| Выступление      | Выступление      | Выступление      | Лига | Лига | Кубки | Кубки | Конт. кубки | Конт. кубки | Итого | Итого |
| Клуб             | Лига             | Сезон            | Игры | Голы | Игры  | Голы  | Игры        | Голы        | Игры  | Голы  |
| ---------------- | ---------------- | ---------------- | ---- | ---- | ----- | ----- | ----------- | ----------- | ----- | ----- |
| ИФК Эстерсунд    | Дивизион 2       | 2020             | 12   | 10   | 0     | 0     | 0           | 0           | 12    | 10    |
| ИФК Эстерсунд    | Итого            | Итого            | 12   | 10   | 0     | 0     | 0           | 0           | 12    | 10    |
| Эстерсунд        | Аллсвенскан      | 2020             | 5    | 0    | 0     | 0     | 0           | 0           | 5     | 0     |
| Эстерсунд        | Аллсвенскан      | 2021             | 15   | 1    | 5     | 1     | 0           | 0           | 20    | 2     |
| Эстерсунд        | Итого            | Итого            | 20   | 1    | 5     | 0     | 0           | 0           | 25    | 1     |
| Всего за карьеру | Всего за карьеру | Всего за карьеру | 32   | 11   | 5     | 1     | 0           | 0           | 37    | 12    |